# Az Év Hala Ausztriában
Az év hala Ausztriában választás keretében 2002 óta minden évben egy halat jelölnek azért, hogy ráírányítsák a figyelmet az adott halfaj jelentőségére vagy esetleges veszélyeztetett voltára. 2014-ben az év hala a kecsege (Acipenser ruthenus), míg 2015-ben a második alkalommal is 2003 után a 2015-ös év hala a Paduc (Chondrostoma nasus) lett.

## A kiválasztott halak táblázata
| Év   | Név (magyar)        | Név (tudományos)       | Képe |
| ---- | ------------------- | ---------------------- | ---- |
| 2002 | Pénzes pér          | (Thymallus thymallus)  |      |
| 2003 | Paduc               | Chondrostoma nasus     |      |
| 2004 | Jászkeszeg          | Leuciscus idus         |      |
| 2005 | Tavi szaibling      | Salvelinus alpinus     |      |
| 2006 | Botos kölönte       | Cottus gobio           |      |
| 2007 | Compó               | Tinca tinca            |      |
| 2008 | Szivárványos ökle   | Rhodeus amarus         |      |
| 2009 | Európai angolna     | Anguilla anguilla      |      |
| 2010 | Széles kárász       | Carassius carassius    |      |
| 2011 | Pénzes pér          | (Thymallus thymallus)  |      |
| 2012 | Dunai galóca        | Hucho hucho            |      |
| 2013 | Tavi pisztráng      | Salmo trutta lacustris |      |
| 2014 | Kecsege             | Acipenser ruthenus     |      |
| 2015 | Paduc (másodszorra) | Chondrostoma nasus     |      |